# Lucas Matthysse
Lucas Martín Matthysse (Trelew, 27 de septiembre de 1982) es un ex boxeador, campeón interino de la categoría superligero del Consejo Mundial de Boxeo y excampeón mundial wélter de la Asociación Mundial de Boxeo.  El 1 de agosto de 2018, Matthysse anunció su retiro como boxeador profesional.

## Carrera amateur

### Marcos Maidana
Como amateur Lucas se ha enfrentado a Marcos Maidana en cuatro ocasiones. Marcos ganó tres veces y la cuarta pelea fue un empate.

### Selección Argentina de Boxeo
Matthysse formó parte de la selección Argentina de boxeo.

### Campeón nacional de Argentina
En 2000, Matthysse fue Campeón Nacional de Argentina.

### Irlanda del Norte
En 2001, en Belfast, Irlanda del Norte, Matthysse perdió por RCS en el segundo round por una hemorragia nasal ante Jozsef Gerebecz (Hungría) en la categoría hasta 63 kg.

### Campeonatos Panamericanos 2001
También en 2001, fue Medallista de oro en los Campeonatos Panamericanos 2001 en San Juan, Puerto Rico en la categoría 63 kg. Derrotó a Eberto Medina (Ecuador) 10: 4. Derrotó a Marcos Rocha Costa (Brasil) 5: 4. Y derrotó a Jorge Padilla (México) 11: 7.

### Olimpiadas Nacionales de Cuba
En 2002 fue participante de las Olimpiadas Nacionales de Cuba en La Habana, Cuba. Perdió ante Diógenes Luna (Cuba) 1:10.

### Juegos Panamericanos en Brasil
En 2003 fue Medallista de oro del 1.er Torneo Clasificatorio de los Juegos Panamericanos en Belem do Para, Brasil. Derrotó a Luis Ramírez (México) 13: 3. Derrotó a Breidis Prescott (Colombia) 10: 1. Y derrotó a Marcos Rocha Costa (Brasil) 7: 6

### Juegos Panamericanos en República Dominicana
También en 2003, Matthysse participó en los Juegos Panamericanos de 2003 en Santo Domingo, República Dominicana. Perdió ante Breidis Prescott (Colombia) 13:15.

## Carrera profesional

### Debut profesional
Como profesional, debutó en 2004 noqueando a Leandro Almagro. 

### Título Latino OMB
Dos años más tarde conquistó el título Latino OMB Superligero al noquear a Víctor Daniel Ríos. Lo defendió con éxito ante Diego Jesús Ponce y Ariel Francisco Burgos, ambos antes del límite. Volvió a disputar este título, pero el interino, ante Florencio Castellano y Rogelio Castañeda, venciendo nuevamente por Ko.

### Derrotas ante Zab Judah y Devon Alexander
Invicto en 28 peleas, pelea el 6 de noviembre de 2010 ante el excampeón mundial de peso wélter unificado, Zab Judah. Dominando en la primera parte de la pelea, pero termina perdiendo por decisión por puntos. Vuelve a pelear el 25 de junio de 2011 ante Devon Alexander, donde Alexander es derribado al inicio del cuarto asalto después de recibir un gancho de Matthysse. Alexander se levanta rápidamente y continua la pelea hasta el décimo asalto. Ambos conectaron sólidos golpes al rostro pero solamente Alexander fue derribado. La pelea se decidió a los puntos donde Devon Alexander se acaba llevando la victoria de forma polémica y por decisión dividida.

### Primer consagración mundialista
El 8 de septiembre de 2012 en el Hotel Hard Rock de Las Vegas, Matthysse se enfrentó al nigeriano Ajose Olusegun, a quien derrotó por nocaut técnico en el décimo round y se consagró campeón mundial interino de la categoría superligero.

### Primer defensa del título mundial interino CMB
El 26 de enero expuso por primera vez su corona del Consejo Mundial de Boxeo interino ante el estadounidense Mike Dallas Jr, a quien le ganó por un Nocaut devastador en el primer asalto nuevamente en el lujoso Hotel de The Joint.

### Lamont Peterson
El 18 de mayo de 2013 el argentino, titular interino superligero del Consejo Mundial de Boxeo, derrota por nocaut técnico en el tercer asalto a Lamont Peterson, campeón superligero de la Federación Internacional de Boxeo, en una pelea efectuada en el Boardwalk Hall de Atlantic City, Nueva Jersey, Estados Unidos. Ésta fue la pelea en donde Matthysse fue comenzado a ser tomado seriamente ante la mirada del mundo del boxeo.

### Danny García
El 14 de septiembre de 2013,  Matthysse hace la unificación de su título mundial interino CMB, en donde cae derrotado ante el estadounidense de origen puertorriqueño Danny García por decisión unánime no obstante que a García se le descontara un punto faltando unos segundo para terminar la contienda. Matthysse fue a la lona en el penúltimo asalto.

### John Molina Jr.
El 26 de abril el argentino regresa después de su derrota ante Danny García derrotando por nocaut en la 11.ª vuelta al peleador estadounidense John Molina jr en el Stubhub Center en Carson California, en lo que la revista Ring Magazine denominó la pelea del año. Matthysse fue derribado en el segundo round por una derecha a la sien y nuevamente en el quinto por un derechazo a la nuca. Molina cayó en el octavo tras un uno-dos a la mandíbula y en el décimo debido a una ráfaga de golpes de Matthysse. En ésta pelea, Matthysse, gana el título de 140 libras del CMB Continental Américas.

### Roberto Ortiz
El 6 de septiembre de 2014 Lucas Matthysse se enfrenta al Mexicano Roberto Ortiz en U.S. Bank Arena, Cincinnati, Ohio, por el título vacante CMB Silver de la categoría superligero. Matthysse gana por nocaut en el segundo asalto con un fuerte gancho al hígado.
En el comienzo de la pelea Lucas concretó un par de buenas combinaciones pero Ortiz estaba siempre bien parado y absorbía los golpes e intentaba contragolpear, sin éxito. Pero en el segundo asalto Lucas Matthysse empezó a buscar la zona del hígado tirando varios ganchos, 30 segundos antes de que terminara el segundo asalto un muy fuerte gancho conectó de lleno en la parte hepática de Ortiz que derivó en que cayera a la lona con su protector bucal caído, cuando la cuenta iba en 9 Ortiz empezó a levantarse pero ya no había más tiempo, la cuenta llegó a 10 y Lucas Matthysse ganó el título Plata CMB en la categoría superligero por TKO en el segundo asalto.

### Ruslan Provodnikov
El 18 de abril, el argentino volvió a tener una pelea grande cuando se enfrentó al excampeón mundial OMB Ruslan Provodnikov en el Turning Stone Resort de Verona, New York. En otro duelo candidato a combate del año, Matthysse dominó al ruso, quien sufrió un corte profundo en el inicio, por decisión mayoritaria tras 12 tremendas rondas.

### Viktor Postol
La gran victoria ante Provodnikov le permitió disputar nuevamente el cetro Mundial superligero del Consejo que había dejado vacante Danny García. El rival era Viktor Postol, en los papeles accesible. Pero el ucraniano sorprendió a todos al derrotar al chubutense por KO técnico en el décimo asalto. Matthysse acusó una inflamación en la córnea del ojo izquierdo que lo dejó sin visión por un momento.

### Las dudas y el regreso
Tras la dura derrota ante Postol, Lucas Matthysse debió replantearse la carrera. La larga inactividad, la lesión en el ojo y la separación con su equipo incrementaron los rumores[cita requerida] de un retiro inminente. Sin embargo "La Máquina" dejó los fantasmas atrás y volvió a los entrenamientos en su ciudad natal de Trelew.

### Emmanuel Taylor
Tras un año y siete meses sin pelear, Matthysse, preparado por el reconocido entrenador mexicano Joel Díaz, regresó al ring el 6 de mayo de 2017 en la categoría wélter, venciendo por KO en el 5.º asalto al contendiente estadounidense Emmanuel Taylor en el T-Mobile Arena de Las Vegas y capturando los cinturones Internacionales AMB y OMB. 

### Tewa Kiram
El 27 de enero el argentino venció al tailandés Tewa Kiram por nocaut y se convirtió en campeón mundial regular de la AMB. Matthysse derribó dos veces a Kiram en el octavo asalto. Luego de la segunda caída de Kiram, el árbitro detuvo el combate.

### Manny Pacquiao
El 15 de julio, frente al legendario Manny Pacquiao en Malasia, Matthysse perdió por nockaut en el séptimo asalto. El periodista Cherquis Bialo calificó a la pelea de fraude, de haber sido voluntaria.[cita requerida] Días más tarde, el 1 de agosto, anunció su retiro del boxeo profesional. En 2020 fue reconocido por su trayectoria con el Premio Konex - Diploma al Mérito.

## Récord profesional
| 39 Ganadas (36 por nocaut, 2 por decisión, 1 por descalificación), 5 Derrotas (3 por decisión, 2 por nocaut), 1 Anulada |     |          |                            |      |                |            |                                                              | |
| N.º | Re. | Récord   | Oponente                   | Tipo | Asalto, tiempo | Fecha      | Locación                                                     | Notas |
| 45 | D   | 39–5 (1) | Manny Pacquiao             | KO   | 7 (12), 2:43   | 15/07/2018 | Axiata Arena, Kuala Lumpur                                   | Pierde el título WBA (Regular) del peso wélter                                                                             |
| 44 | G   | 39–4 (1) | Tewa Kiram                 | KO   | 8 (12), 1:21   | 27/01/2018 | The Forum, Inglewood, California                             | Gana el Título Mundial de la WBA (Regular) de peso wélter.                                                                 |
| 43 | G   | 38–4 (1) | Emmanuel Taylor            | TKO  | 5 (10), 2:21   | 06/05/2017 | T-Mobile Arena, Las Vegas, Nevada                            | Ganó los títulos WBO Intercontinental y WBA Internacional de peso wélter                                                   |
| 42 | D   | 37–4 (1) | Viktor Postol              | KO   | 10 (12), 2:58  | 03/10/2015 | Stubhub Center, Carson, California                           | Por el título mundial vacante CMB de peso superligero                                                                      |
| 41 | G   | 37–3 (1) | Ruslan Provodnikov         | DM   | 12             | 18/04/2015 | Turning Stone Resort & Casino, Verona, Nueva York            | |
| 40 | G   | 36–3 (1) | Roberto Ortiz              | TKO  | 2 (12), 2:45   | 06/09/2014 | U.S. Bank Arena, Cincinnati, Ohio                            | Ganó el título CMB Silver de peso superligero                                                                              |
| 39 | G   | 35–3 (1) | John Molina Jr.            | KO   | 11 (12), 0:22  | 26/04/2014 | StubHub Center , Carson , California                         | Ganó el título vacante CMB Continental Américas de peso superligero; Galardonado «Combate del Año» por la revista The Ring |
| 38 | D   | 34–3 (1) | Danny García               | DU   | 12             | 14/09/2013 | MGM Grand Hotel & Casino, Las Vegas, Nevada                  | Por los títulos mundiales AMB (Super) y CMB de peso superligero                                                            |
| 37 | G   | 34–2 (1) | Lamont Peterson            | TKO  | 3 (12), 2:14   | 18/05/2013 | Boardwalk Hall, Atlantic City, Nueva Jersey                  | Retuvo el título interino CMB de peso superligero                                                                          |
| 36 | G   | 33–2 (1) | Mike Dallas, Jr.           | KO   | 1 (12), 2:26   | 26/01/2013 | Hard Rock Hotel & Casino, Las Vegas, Nevada                  | Retuvo el título interino CMB de peso superligero                                                                          |
| 35 | G   | 32–2 (1) | Olusegun Ajose             | TKO  | 10 (12), 2:59  | 08/09/2012 | Hard Rock Hotel & Casino, Las Vegas, Nevada                  | Ganó el título interino CMB de peso superligero                                                                            |
| 34 | G   | 31–2 (1) | Humberto Soto              | TKO  | 5 (12), 3:00   | 23/06/2012 | Staples Center, Los Ángeles, California                      | Ganó el título vacante CMB Continental Américas de peso superligero                                                        |
| 33 | G   | 30–2 (1) | Ángel Martínez             | TKO  | 6 (12), 0:01   | 10/02/2012 | Gimnasio Municipal N.º 1, Trelew                             | Ganó el título vacante AMB Intercontinental de peso superligero                                                            |
| 32 | G   | 29–2 (1) | Sergio Omar Priotti        | KO   | 4 (10), 0:27   | 09/11/2011 | Club Ciclista Juninense, Junín, Buenos Aires                 | |
| 31 | D   | 28–2 (1) | Devon Alexander            | DD   | 10             | 25/06/2011 | Family Arena, San Luis, Misuri                               | |
| 30 | G   | 28–1 (1) | DeMarcus Corley            | TKO  | 8 (12), 1:02   | 21/01/2011 | Polideportivo Vicente Polimeni, Las Heras, Mendoza           | Ganó el título vacante OMB Intercontinental de peso superligero                                                            |
| 29 | D   | 27–1 (1) | Zab Judah                  | DD   | 12             | 06/11/2010 | Prudential Center, Newark, Nueva Jersey                      | Por el título vacante OMB NABO de peso superligero                                                                         |
| 28 | G   | 27–0 (1) | Rogelio Castañeda, Jr.     | KO   | 3 (10)         | 27/08/2010 | Club Atlético Newell's Old Boys, Rosario, Santa Fe           | Retuvo el título interino OMB Latino de peso superligero                                                                   |
| 27 | G   | 26–0 (1) | Vivian Harris              | TKO  | 4 (10), 2:44   | 20/02/2010 | Auditorio Plaza Condesa, Ciudad de México, México            | |
| 26 | G   | 25–0 (1) | Florencio Castellano       | KO   | 1 (10)         | 21/11/2009 | Buenos Aires Lawn Tennis Club, Buenos Aires                  | Ganó el título interino OMB Latino de peso superligero                                                                     |
| 25 | G   | 24–0 (1) | Luis Ernesto José          | KO   | 2 (10)         | 21/03/2009 | Club Atlético Newell's Old Boys, Rosario, Santa Fe           | |
| 24 | G   | 23–0 (1) | Carlos Adán Jerez          | DU   | 10             | 20/12/2008 | Estadio D'Annunzio, Junín, Buenos Aires                      | |
| 23 | NC  | 22–0 (1) | Rogelio Castañeda, Jr.     | NC   | 3 (10), 0:50   | 12/09/2008 | Quick Trip Ballpark, Grand Prairie, Texas                    | Pelea anulada por un corte en la frente de Castañeda                                                                       |
| 22 | G   | 22–0     | Gilbert Quirós             | TKO  | 4 (10)         | 13/06/2008 | Club Ciclista Juninense, Junín, Buenos Aires                 | |
| 21 | G   | 21–0     | Jorge Noriega              | TKO  | 4 (10)         | 29/02/2008 | Parque Prado Español, Ascensión, Buenos Aires                | |
| 20 | G   | 20–0     | Esteban de Jesús Morales   | KO   | 2 (8)          | 02/11/2007 | Rojas, Buenos Aires                                          | |
| 19 | G   | 19–0     | Ariel Francisco Burgos     | KO   | 4 (12), 2:14   | 02/06/2007 | Club Ciclista Juninense, Junín, Buenos Aires                 | Retuvo el título OMB Latino de peso superligero                                                                            |
| 18 | G   | 18–0     | Ramón Durán                | KO   | 1 (8), 2:05    | 04/05/2007 | MGM Grand Garden Arena, Las Vegas, Nevada                    | |
| 17 | G   | 17–0     | Alejandro Burella Ciacia   | KO   | 1 (8), 0:55    | 30/03/2007 | Club Ciclista Juninense, Junín, Buenos Aires                 | |
| 16 | G   | 16–0     | Diego Jesús Ponce          | KO   | 2 (12), 0:56   | 21/10/2006 | Club Ciclista Juninense, Junín, Buenos Aires                 | Retuvo el título OMB Latino de peso superligero                                                                            |
| 15 | G   | 15–0     | Justo Evangelista Martínez | KO   | 2 (6), 2:10    | 01/09/2006 | Club Sportivo Rojas, Rojas, Buenos Aires                     | |
| 14 | G   | 14–0     | Ceferino Daniel Zampatti   | KO   | 1 (6), 1:40    | 07/07/2006 | Polideportivo Municipal N.º 2, General Lavalle, Buenos Aires | |
| 13 | G   | 13–0     | Hernán Abraham Valenzuela  | TKO  | 1 (6), 2:35    | 05/05/2006 | Club Ciclista Juninense, Junín, Buenos Aires                 | |
| 12 | G   | 12–0     | Víctor Daniel Ríos         | KO   | 2 (12), 2:13   | 01/04/2006 | Unión de Santa Fe, Santa Fe, Santa Fe                        | Ganó el título vacante OMB Latino de peso superligero                                                                      |
| 11 | G   | 11–0     | Hernán Abraham Valenzuela  | KO   | 3 (6)          | 17/03/2006 | Club Rivadavia, Junín, Buenos Aires                          | |
| 10 | G   | 10–0     | Vicente Luis Burgos        | KO   | 2 (6), 1:01    | 16/12/2005 | Club Belgrano, San Nicolás, Buenos Aires                     | |
| 9 | G   | 9–0      | Jorge Alberto Carballo     | TKO  | 2 (8)          | 25/11/2005 | Estadio Socios Fundadores, Comodoro Rivadavia                | |
| 8 | G   | 8–0      | Marcelo Omar Lazarte       | TKO  | 3 (6), 2:54    | 08/10/2005 | Club Atlético Lanús, Lanús, Buenos Aires                     | |
| 7 | G   | 7–0      | Jesús Ceferino Vergara     | TKO  | 1 (6), 1:18    | 12/08/2005 | Córdoba, Córdoba                                             | |
| 6 | G   | 6–0      | Néstor Fabián Sánchez      | TKO  | 3 (4)          | 18/03/2005 | Orfeo Superdomo, Córdoba, Córdoba                            | |
| 5 | G   | 5–0      | Hugo Antonio Aquino        | KO   | 1 (4)          | 18/02/2005 | Estadio Socios Fundadores, Comodoro Rivadavia                | |
| 4 | G   | 4–0      | Adán Basilio Mironchik     | KO   | 1 (4)          | 13/11/2004 | Hotel Córdoba Plaza, San Nicolás, Buenos Aires               | |
| 3 | G   | 3–0      | Bernardino González        | DC   | 3 (4)          | 03/09/2004 | Estadio Socios Fundadores, Comodoro Rivadavia                | |
| 2 | G   | 2–0      | Luis Roberto Aguilar       | TKO  | 1 (6), 2:44    | 17/07/2004 | Club Ciclista Juninense, Junín, Buenos Aires                 | |
| 1 | G   | 1–0      | Leandro Almagro            | TKO  | 2 (4)          | 04/06/2004 | Gimnasio Municipal N.º 1, Trelew                             | Debut profesional de Matthysse.                                                                                            |